# Johann Franz Buddeus
Johann Franz Buddeus, Jean-François Buddaeus en français ou Johannes Franciscus Buddaeus en latin, né à Anklam le 25 juin 1667 et mort à Gotha le 19 novembre 1729 , est un théologien luthérien allemand.
Buddeus est professeur de grec et de latin à Cobourg, de morale et de politique à Halle, et enfin de théologie à Iéna. Penseur éclairé, modeste et plein de mesure dans ses écrits, Buddæus est auteur d’un grand nombre d’ouvrages, en particulier en philosophie morale.

## Biographie
Johann Franz Buddeus est un descendant de l'humaniste Guillaume Budé (cette famille huguenote a fui la France après le massacre de la Saint-Barthélemy, ceux qui ont émigré en Poméranie ont germanisé leur nom en Budde, dont l'équivalent latin est Buddeus).
Johann Franz est né à Anklam, en Poméranie suédoise, où son père est pasteur. Il reçoit de bonne heure une éducation approfondie dans les langues classiques et orientales, et a lu la Bible dans l'original avant de se rendre à l'université de Wittenberg en 1685. Il y est nommé professeur adjoint de philosophie peu de temps après avoir obtenu son diplôme en 1687.
En 1689, il obtient un poste similaire à Iéna, où il se consacre à l'étude de l'histoire. En 1692, il se rend à Cobourg comme professeur de grec et de latin dans un lycée, et l'année suivante à la nouvelle université de Halle en tant que professeur de philosophie morale. En 1705, il revient à Iéna en qualité de deuxième professeur de théologie. Ses conférences embrassent toutes les branches de cette science et touchent fréquemment la philosophie, l'histoire et la politique. Il occupe plusieurs fois le poste de recteur de l'université.
Il est considéré comme le théologien allemand le plus accompli de son temps. En philosophie, il professe un éclectisme qui repose sur une base historique large. Sa position théologique est déterminée par la tradition de Johannes Musäus à Iéna, en partie par ses relations étroites avec Baier; mais d'un autre côté il est enclin au piétisme. Sa critique du texte biblique demeure timide. À certains égards, il est influencé par la théologie fédéraliste, mais sans lui permettre de le mener au-delà des limites de l'orthodoxie luthérienne.

## Principales publications
- De Peregrinationibus Pythagoræ ; Iéna, 1692, in-4° ;
- Historia juris naturæ, et synopsis juris naturæ et gentium, juxta disciplinam Hebræorum ; léna, 1695 ;
- Dissertationes academiæ de præcipuis stoicorum in philosophia morali erroribus ; léna, 1696 ;
- Elementa philosophisæ practicæ ; Halle, 1697 ;La plupart des professeurs des universités protestantes d’Allemagne ont pris, durant quelque temps, ce texte pour leurs leçons.
- Introductio ad historiam philosophiæ Hebræorum ; ibid., 1702, 1720, in-8° ;
- Quæstio política : An alchemistæ sint in republica tolerandi, 1702, in-4°, avec fig. ;
- Elementa philosophiæ instrumentalis, 3 vol. in-8° ; ibid., 1704, 1727 ;
- Selecta juris naturæ et gentium ; ibid., 1704, in-8° ;
- Institutiones theologicæ moralis; Leipzig, 1711, in-4° ;
- Historia ecclesiastica Veteris Testamenti ; Halle, 1709, 4 vol. in-4° ; et 1729, 2 vol. in-4° ;
- Theses theologicæ de atheismo et superstitione ; Iéna, 1718, in-8° ;
- Institutiones theologicæ dogmaticæ: ; Leipzig, 1723, 1724, 1726, in-4° ;
- Historia crilicatheologiæ dogmaticæ et moralis ; Francfort, 1725, in-4° ;
- Compendium historiæ philosophicæ ; Halle, 1731, in-8°.

Buddaeus a contribué aux Acta Eruditorum de Leipzig, et au grand Dictionnaire historique allemand imprimé plusieurs fois à Leipzig, 1709, in-fol. et à Bâle, en 2 vol. in-fol. Les dissertations qu’il a publiées pour défendre les prétentions de la maison d’Autriche sur le royaume d’Espagne, contre le testament de Charles II, ont été réunies sous le titre de Jus Austriacum.

## Sources
- François-Xavier de Feller, Biographie universelle, Outhenin-Chalandre, 1838, p. 647.
- Ferdinand Hoefer, Nouvelle Biographie générale, t. 7, Paris, Firmin-Didot, 1853, p. 718.